# アーブロース宣言
アーブロース宣言（アーブロースせんげん、英: Declaration of Arbroath）は、ローマ教皇ヨハネス22世への書簡文であり、同時にイングランド王国の支配から解放されたスコットランド王国の独立宣言である。第一次スコットランド独立戦争に勝利したスコットランドは、アーブロース寺院で1320年、これを採択して独立し、1328年にはイングランドとの間に和約を成立させた。
宣言はスコットランドが独立国であること、その王はロバート1世であること、そして独立と自由が脅かされたときは団結してこの脅威を除くことを明記している。宣言では王は臣民の支持が必要であり、イングランドに従属的態度をとる王はアーブロース宣言によって排されるとした。これによって国王の統治権が正統性を持つようになった一方、王に権力が集中することもなくなった。

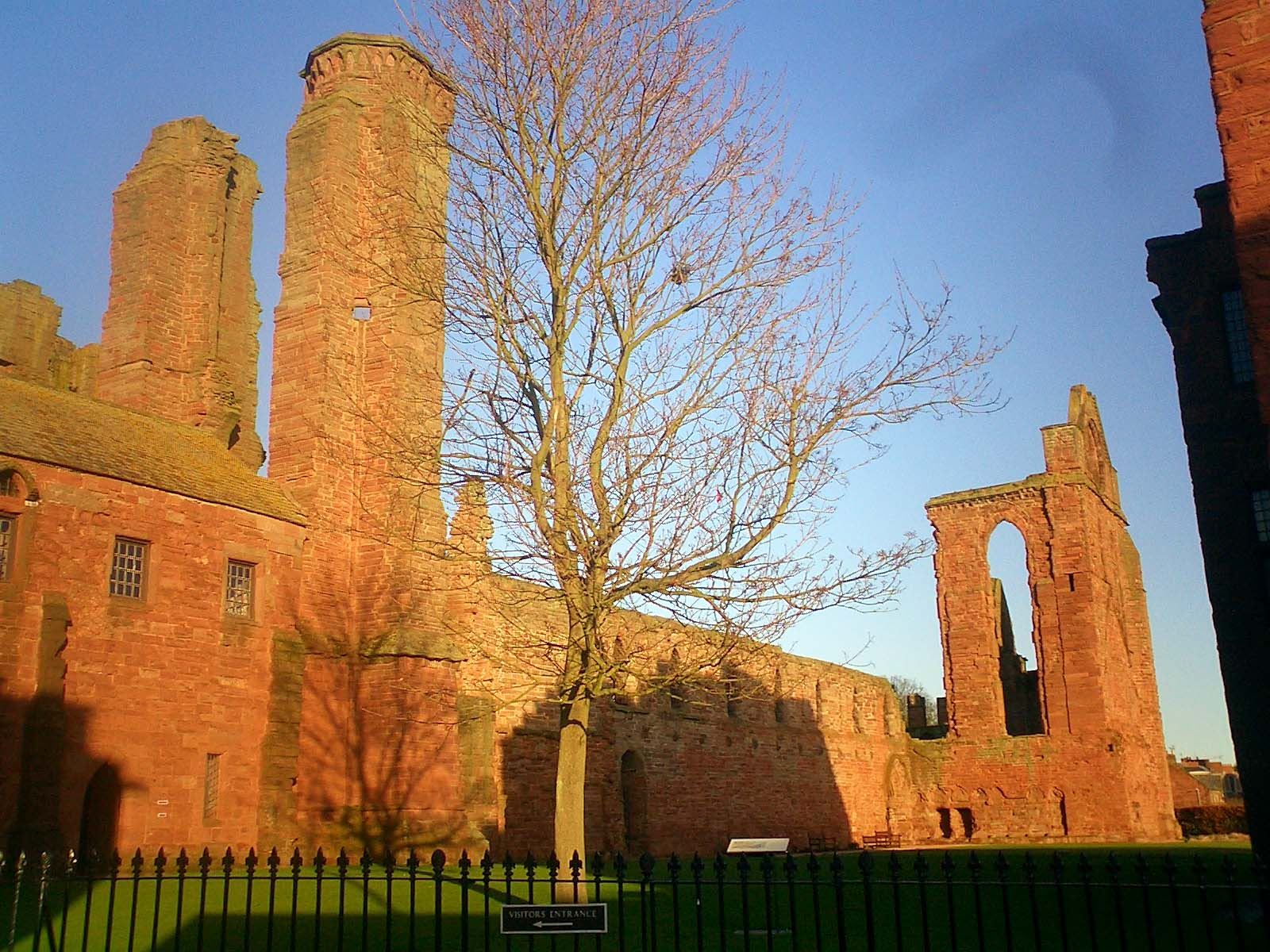
アーブロース寺院。1178年、ウィリアム1世によって建設された。現在は史跡管理団体ヒストリック・スコットランドが維持管理している

## 背景
スコットランドでは独立戦争が13世紀末から続いていたが、1314年にバノックバーンの戦いでスコットランドが決定的勝利を収め、イングランドの勢力を駆逐しつつあった。しかし王と目されるロバート1世は教皇から破門をうけており、これを解除させる必要に迫られていた。また、ロバート1世はスコットランドを代表する王であるというお墨付きを得ることも欲していた。

## 宣言の概要
スコットランドの諸侯が、教皇より破門されたロバート1世を支持し、イングランドから独立を勝ちとりつつあることを教皇にアピールし、破門を解いてもらうことを狙った宣言である。さらに、臣下たちはイングランドに従属する王を排除する権利を有していると明言された。
宣言はスコットランドの土地保有者のほとんどが署名し、スコットランド内で意思統一がなされていることを印象づけた。

## 歴史的意義
アーブロース宣言は、イングランドにおけるマグナ・カルタと比肩されるほどにその歴史的重要性を有し、1320年はスコットランド史において広く記憶される年号となっている。
その意義とは、王権の正統性が確認されたこと、その一方で王権が制限されたこと、そして教皇の破門が解かれてキリスト教世界に本格的に組み入れられたことなどである。また、限定的ながらも人民の権利を明文化したという点で、後世からみれば先駆的な宣言となっただけでなく、アメリカ独立宣言を起草する際にも参考のひとつとされた。

### スコットランド国家の独立
スコットランド史において、アーブロース宣言がもたらした意義はきわめて大きい。この宣言によって安定性を欠いていた中世国家が確立し、王の支配権の正統性が確認された。この宣言を遵守する限りにおいて、代々の国王は封建的上位支配権を主張できたし、貴族たちもそれに従った。この宣言の後もイングランドとの戦争は続いたが、スコットランドがまとまったことで軍事力による制圧は事実上不可能となり、以降の争いはもっぱら境界線をめぐるものになった。

### 王権の制限
一方で、イングランドに従属する王は臣下によって退けられるという条項が盛り込まれ、これが王権を制限する根拠となった。スコットランド王国は封建諸侯が重臣・摂政・宮宰として比較的強い権力を持ち、ときに王と対立することもあった。タニストリーとあわせて、これはスコットランドの集権化を阻む文化を生み出した。このため、スコットランド史は陰謀と暗殺の歴史として描かれることがある。

### 破門の解除
ロバート1世は第一次スコットランド独立戦争の中で、イングランド派の聖職者を攻撃した廉で破門されていた。スコットランドが国として対外的に認められるためには、破門の解除が必要であった。アーブロース宣言は、あらゆるスコットランド人がロバート1世を支持していることを表明し、教皇に破門の撤回を求めた。ヨハネス22世が独立を承認したのは1322年頃と考えられている。イングランドとも1328年、エディンバラ条約によって和約が成立した。

## 日本語訳宣言全文
以下に日本語訳全文を記す。これは英訳版からの訳である。「我々が戦うのは、栄光や名誉のためでも、富のためでもなく、ただ自由のためなのだ。この独立のために、高潔な我々は決してあきらめず、そしていかなる犠牲をも怖れない」というくだりは、いまでも多く引用される一節であり、スコットランド人の誇りのひとつにもなっている。